# Datowanie radiowęglowe
Datowanie radiowęglowe – metoda badania wieku przedmiotów oparta na pomiarze proporcji między izotopem promieniotwórczym węgla 14C a izotopami trwałymi 12C i 13C (datowanie izotopowe). Metoda dostępna w wielu laboratoriach, również w Polsce, opracowana została przez Willarda Libby’ego i jego współpracowników w 1949. Libby otrzymał za tę pracę Nagrodę Nobla w dziedzinie chemii w 1960 roku.

## Podstawy naukowe
W górnych warstwach atmosfery pod wpływem neutronów promieniowania kosmicznego cały czas zachodzi proces przemiany 14N w radioaktywny 14C w myśl reakcji:
{\displaystyle \mathrm {n} +\mathrm {^{14}_{7}N} \to \mathrm {^{14}_{6}C} +\mathrm {^{1}_{1}H} .}
Węgiel ten następnie rozchodzi się równomiernie w atmosferze i pod postacią dwutlenku węgla wchodzi poprzez fotosyntezę do organicznego obiegu węgla w przyrodzie. Tak długo jak organizm żyje, wymienia materię z otoczeniem, tak długo proporcje węgla radioaktywnego do stabilnego w materii żywej są podobne jak w atmosferze.
Sytuacja zmienia się jednak, gdy tylko organizm umrze – wymiana przestaje zachodzić, a izotop 14C z czasem rozpada się według reakcji:
{\displaystyle {}_{6}^{14}{\hbox{C}}\;\to \;_{7}^{14}{\hbox{N}}+{e^{-}}+{\overline {\nu }}_{e}.}
Jego udział spada o połowę co około 5740 lat (jest to tzw. czas albo okres połowicznego rozpadu). Zanik izotopu 14C w stosunku do jego początkowej ilości przedstawia poniższa tabela.
Spadek ilości izotopu 14C z czasem
| Czas (lata) | Względna ilość izotopu 14C |
| ----------- | -------------------------- |
| 0           | 100,00%                    |
| 1           | 99,99%                     |
| 2           | 99,98%                     |
| 5           | 99,94%                     |
| 10          | 99,88%                     |
| 20          | 99,76%                     |
| 50          | 99,40%                     |
| 100         | 98,80%                     |
| 200         | 97,61%                     |
| 500         | 94,14%                     |
| 1000        | 88,62%                     |
| 2000        | 78,54%                     |
| 5000        | 54,67%                     |
| 10 000      | 29,89%                     |
| 20 000      | 8,94%                      |
| 50 000      | 0,24%                      |

Obecny udział izotopu radioaktywnego węgla do całości węgla w atmosferze ziemskiej oraz wodach powierzchniowych jest rzędu jednego atomu radioaktywnego na bilion (1012) atomów węgla (stężenie 1 ppt). Wartość ta jest zmienna w czasie, gdyż zależy od stężenia węgla w atmosferze oraz natężenia promieniowania kosmicznego.
By określić kiedy nastąpiło pobranie węgla z atmosfery do fotosyntezy i budowy danego organizmu, należy zmierzyć proporcję izotopu węgla 14C do całej zawartości węgla w badanych pozostałościach organizmu lub materiałów pochodzących z tego organizmu (np. drewna lub skóry). Następnie trzeba obliczyć, jak dawno temu próbka miała proporcje izotopów równe wówczas proporcji atmosferycznej.
Udział radiowęgla w ogóle węgla występującego w atmosferze można wyrazić wzorem:
{\displaystyle {\mbox{proporcja}}={\frac {{\mbox{ilość }}{}^{14}{\textrm {CO}}_{2}}{{\mbox{całkowita ilość }}{\textrm {CO}}_{2}}}.}
Licznik zależy od ilości wytworzonego przez promieniowanie kosmiczne radiowęgla i nie zmienia się znacznie w badanym okresie. Znacznie gorzej jest z mianownikiem – ilość CO2 w atmosferze podlega częstym wahaniom, zwłaszcza w związku z procesami zlodowacenia. Z tego powodu na czysty wynik pomiarów radiowęglowych konieczne jest naniesienie poprawek.
W celu uzyskania większej dokładności datowania radiowęglowego stosuje się inne metody określania wieku materiału i porównuje się wyniki z datowaniem radiowęglowym. W ich wyniku uzyskuje się krzywe kalibracji.
Najpowszechniej stosowane metody to: dendrochronologia, datowanie uranowo-torowe korali i chronologia tzw. warstw (warstewek ilastego osadu).
Maksymalny wiek próbek, dla których można stosować metodę datowania radiowęglowego to 58–62 tys. lat. W przypadku próbek starszych zawartość 14C jest na tyle mała, że jej pomiar obarczony jest dużym błędem.
Dokładność pomiaru spada też dla próbek z okresów nasycenia metody datowania radiowęglowego (ang. radiocarbon plateau), w których stężenie izotopu 14C w atmosferze ulegało zmianom w tempie podobnym do zaniku 14C w materiale wyniku rozpadu. W związku z tym zależność pomiędzy latami radiowęglowymi i chronologią bezwzględną (latami) – czyli tzw. krzywa kalibracji – przestaje być liniowa w tych obszarach czasowych i nasyca się (spłaszcza). Efekt taki miał miejsce m.in. 10–11 tys. lat temu, podczas młodszego dryasu.

## Kalibracja

Krzywa kalibracji datowania radiowęglowego. Źródło danych: Stuiver et al. 1998.

Wiek próbki obliczony na podstawie rozkładu izotopu promieniotwórczego nie jest dokładny, dlatego że zawartość atmosferycznego 14C nie była stała, lecz zmieniała się w wyniku zmian aktywności słonecznej. Potencjalnie koncentracje 14C zwiększają odległe zjawiska astrofizyczne, jak wybuchy supernowych czy rozbłyski gamma. Ilość trwałych izotopów węgla ulega rozcieńczaniu w wyniku uwolnienia węgla z naturalnych starych źródeł na Ziemi np. z osadów oceanicznych, bagiennych, erozji CaCO3, wybuchów wulkanów itp. Na niektóre procesy uwalniania ma wpływ klimat, a niektóre procesy związane z uwalnianiem wpływają na klimat. Na podstawie licznych pomiarów metodą radiowęglową oraz innymi metodami opracowano krzywą kalibracyjną datowania radiowęglowego (patrz rysunek), umożliwiającą określanie daty kalendarzowej próbki. Jej wiek określany jest wówczas jako wiek kalibrowany.

## Zastosowania w archeologii
Archeologia jest jedną z nauk, w której wykorzystanie datowania radiowęglowego jest kluczowe w procesie otrzymywania datowań bezwzględnych. W procesie tym ważne jest jednak pamiętanie o zależnościach pomiędzy odkrywanymi obiektami. Często zdarza się, że próbkę datowania radiowęglowego można pobrać bezpośrednio z obiektu będącego przedmiotem zainteresowania, ale w wielu przypadkach nie jest to możliwe. Na przykład metalowe przedmioty grobowe nie mogą być datowane radiowęglowo, ale można je znaleźć w grobie z trumną, węglem drzewnym lub innym materiałem, który można założyć, że został złożony w tym samym czasie. W tych przypadkach data trumny lub węgla drzewnego wskazuje datę złożenia grobu ze względu na bezpośredni związek funkcjonalny między nimi. Zdarzają się również przypadki, w których nie ma związku funkcjonalnego, ale związek jest dość silny: na przykład warstwa węgla drzewnego w pojemniku na śmieci stanowi datę, która ma związek z pojemnikiem na śmieci.
Zanieczyszczenie próbek budzi szczególne obawy podczas datowania bardzo starych materiałów uzyskanych z wykopalisk archeologicznych i przy selekcji i przygotowaniu próbek należy zachować szczególną ostrożność. W 2014 r. Thomas Higham i współpracownicy zasugerowali, że wiele dat opublikowanych dla artefaktów neandertalskich jest zbyt nowych z powodu zanieczyszczenia „młodym węglem”.